# آنتونی امیروویچ
آنتونی آمیروویچ (انگلیسی: Antoni Amirowicz؛ ۲۹ اوت ۱۹۰۴ - نوامبر ۱۹۹۳) فوتبالیست لهستانی بود. او در سال ۱۹۲۴ در یک مسابقه برای تیم ملی فوتبال لهستان بازی کرد.